# جورج یانگر (زاده ۱۹۳۱)
جورج یانگر (انگلیسی: George Younger, 4th Viscount Younger of Leckie; زاده ۲۲ سپتامبر ۱۹۳۱ – درگذشته ۲۶ ژانویهٔ ۲۰۰۳) سیاست‌مدار اهل بریتانیا بود.
وی از سال ۱۹۸۶ تا ۱۹۸۹ وزیر دفاع بریتانیا و از سال ۱۹۶۴ تا ۱۹۹۲ نماینده مجلس عوام بریتانیا بوده‌است.